# Schokoladen-Kosmee
Die Schokoladen-Kosmee (Cosmos atrosanguineus) ist eine Pflanzenart aus der Familie der Korbblütler (Asteraceae).

## Beschreibung
Die Schokoladen-Kosmee ist eine ausdauernde krautige Pflanze, die Wuchshöhen von 40 bis 60 Zentimetern erreicht. Die Blütezeit reicht von Juli bis September. 
In den körbchenförmigen Blütenständen gibt es Zungen- und Röhrenblüten.
Die Pflanzen stammen weltweit von einem einzigen Klon, der durch vegetative Vermehrung reproduziert wird. Da sie selbststeril sind, können die Pflanzen keine fruchtbaren Samen bilden; sie pflanzen sich durch fleischige Wurzelknollen fort oder werden in Gewebekultur vermehrt. Um die Arterhaltung zu sichern, bewahrt Kew Gardens Bildungsgewebe der Pflanze in Flüssigstickstoff auf.

## Nutzung und Namensgebung
Ihr Duft, der an Zartbitterschokolade erinnert, entfaltet sich bei warmem Sommerwetter in den späten Nachmittagsstunden. Sie wird manchmal als Schokoladenblume bezeichnet, unterscheidet sich aber von der echten Schokoladenblume (Berlandiera lyrata) vor allem durch ihre Blütenfarbe, die von einem dunkelvioletten Braunton bis dunkelrot variiert. Weitere deutsche Trivialnamen für Cosmos atrosanguineus sind Schwarze Kosmee, Duft-Schokoladen-Blume oder, wie alle Arten der Gattung, Kosmee und Schmuckkörbchen.

## Geschichte
Die Heimat der Kosmee ist Mexiko, der genaue Herkunftsort ist aber nicht bekannt. Wissenschaftler nahmen an, dass diese Pflanzenart aus Zimapán, Hidalgo stammt.

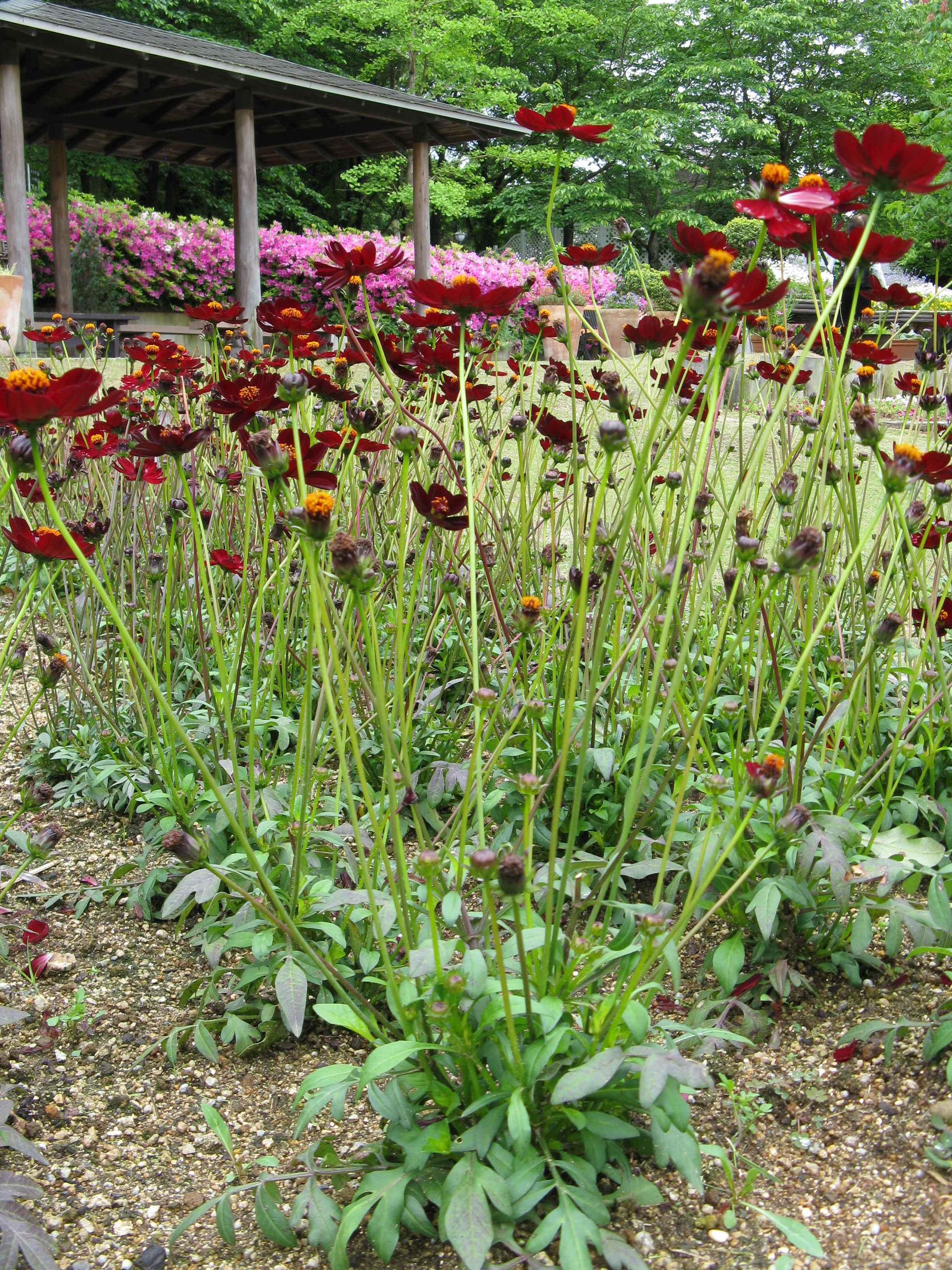
Hybridsorte Strawberry Chocolate in einem japanischen Garten

Die Kosmee wurde anfangs den Zweizähnen (Bidens) zugeordnet und erstmals 1861 von Karl Eduard Ortgies als Bidens atrosanguineus (Hook.) Ortgies ex Regel beschrieben. William Jackson Hooker stellte sie 1894 in die neue Gattung Cosmos als Cosmos diversifolius var. atrosanguineus Hook. (Basionym).
1835 erhielt William Thompson (1823–1903), Gründer der Samenfirma Thompson & Morgan, Samen aus Mexiko und begann sie in seiner Gärtnerei in Ipswich in Großbritannien zu vermehren. Er überließ Joseph Hooker in Kew Gardens einige Samen. Lange Zeit wurde vermut, dass die Art seit 1902 in der Wildnis ausgestorben ist. Eine 2017 veröffentlichte Studie kam jedoch zu dem Ergebnis, dass die Pflanze in den Höhenlagen von 1,800–2,450 m in den Bundesstaaten Guanajuato, Querétaro und San Luis Potosí noch ziemlich häufig vorkommt. 1986 begonnene Forschungsarbeiten durch den Botaniker Aarón Rodríguez führten 2007 zur Wiederentdeckung der Art. Alle kultivierten Pflanzen entstammen Ablegern aus Kew Gardens. 2010 wurden in Neuseeland kultivierte fruchtbare Exemplare dieser Pflanze entdeckt, die es erlauben, Kreuzungen und neue Sorten zu züchten.

## Pflege
Die Schokoladen-Kosmee benötigt sonnige Standorte. Die Knolle ist frostempfindlich, sie muss im Herbst aus dem Boden genommen und kühl gelagert werden. Im folgenden Frühjahr kann sie wieder ausgepflanzt werden. Die Vermehrung erfolgt über Wurzelschnitte.